# Pfarrkirche Bartholomäberg

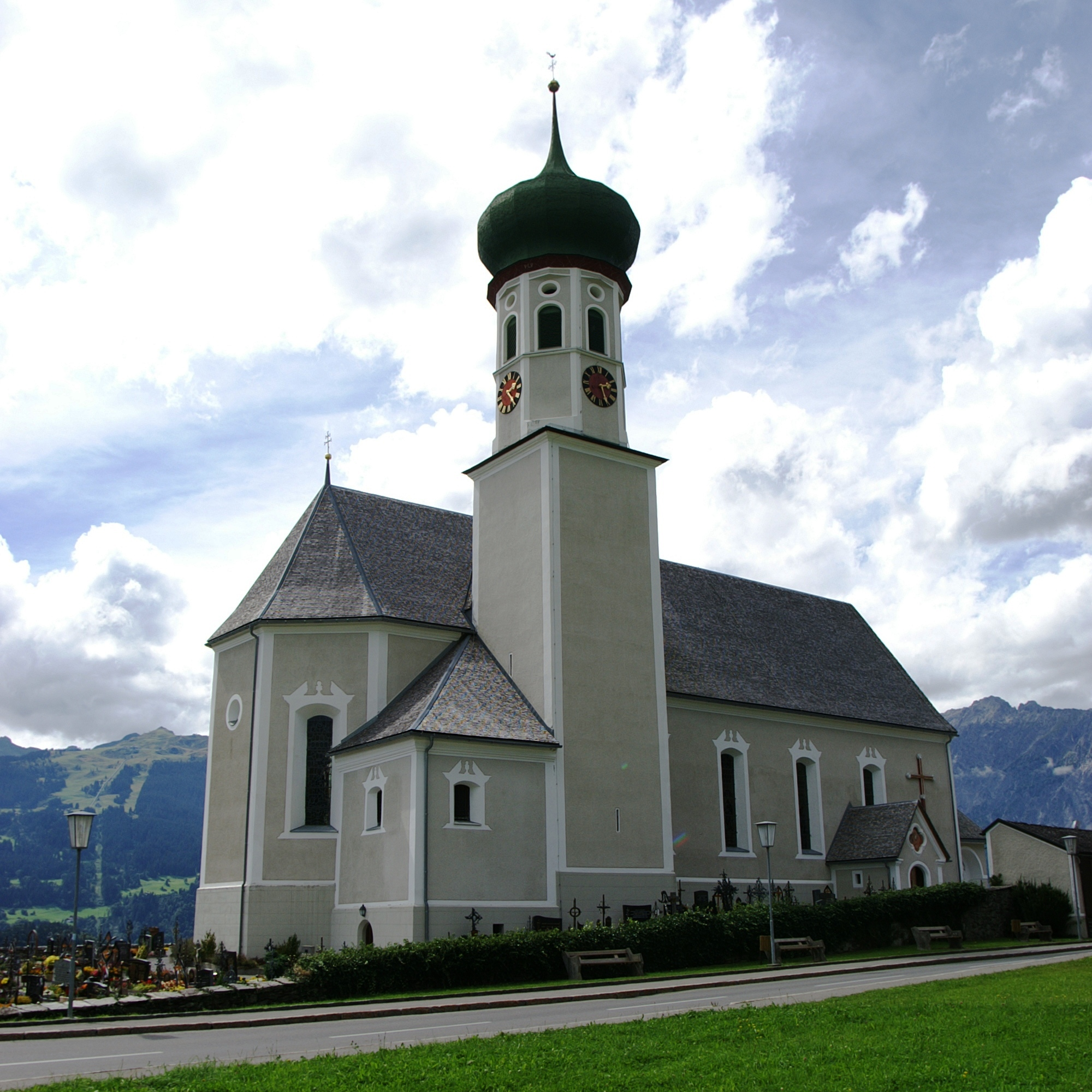
Pfarrkirche St. Bartholomäus

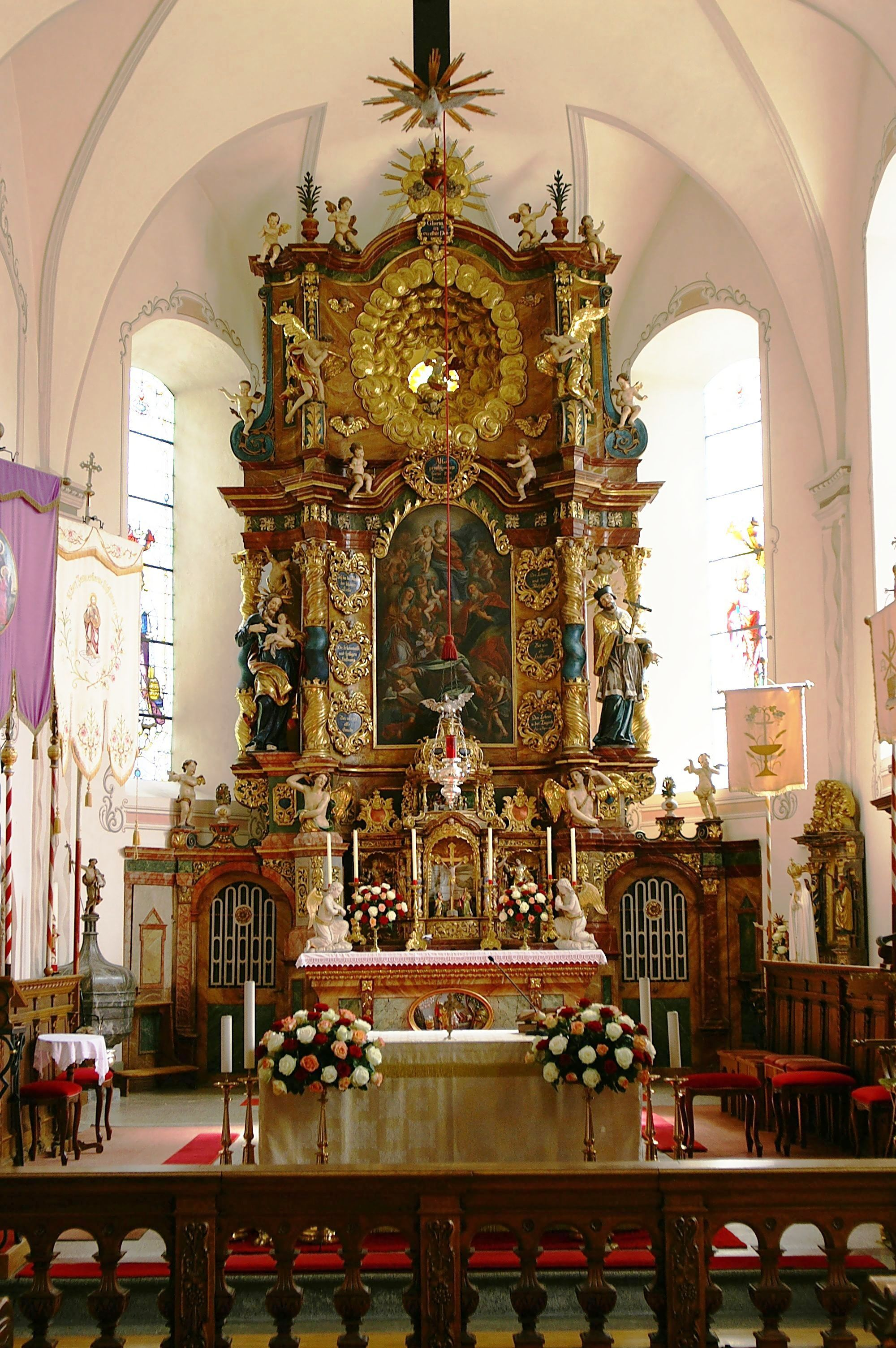
Barocker Hochaltar

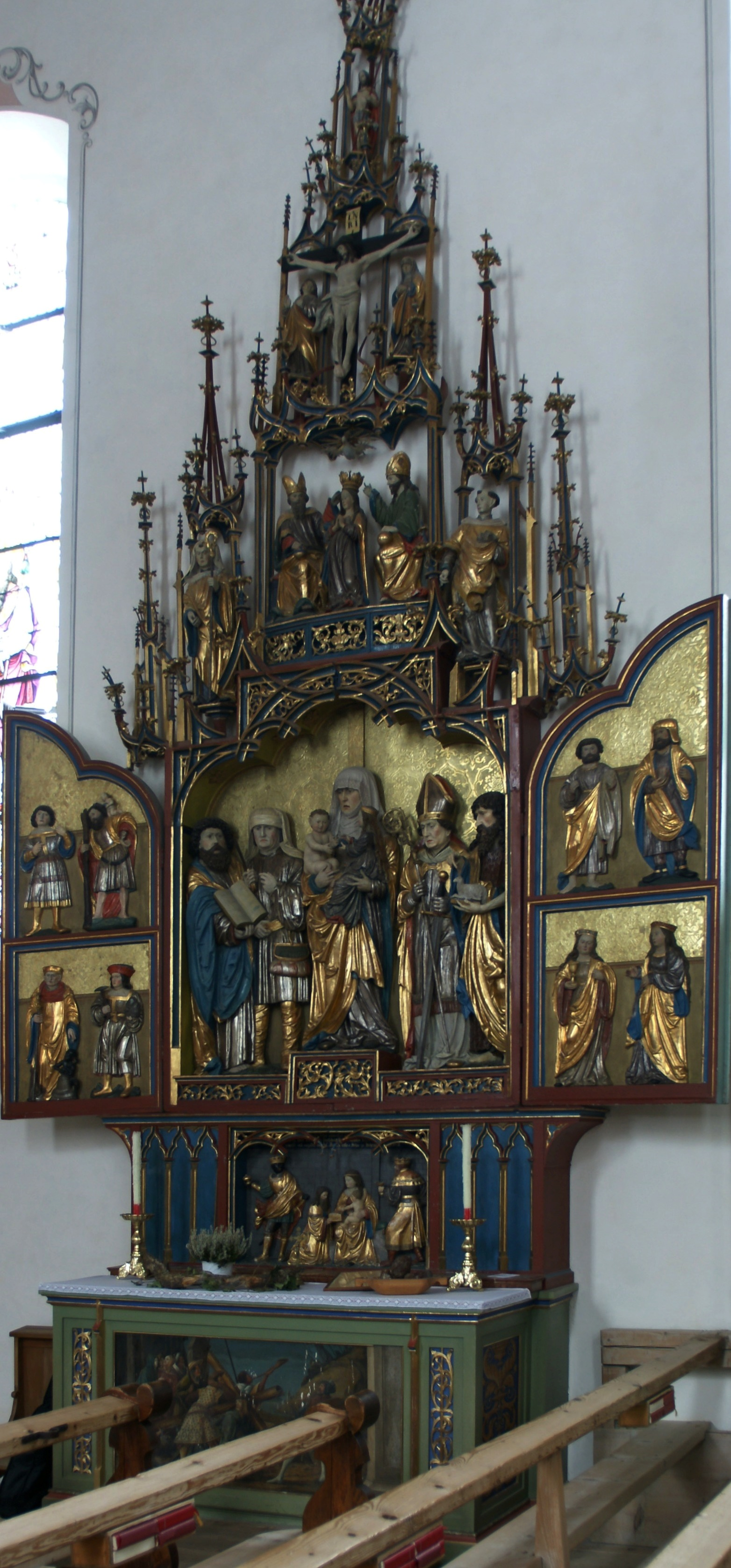
Der ehemalige Hochaltar als gotischer Flügelaltar ist als Seitenaltar erhalten.

Die Pfarrkirche Bartholomäberg steht auf einer flachen Geländestufe auf 1087 m Seehöhe im Ortszentrum der Gemeinde Bartholomäberg in Vorarlberg. Die römisch-katholische Pfarrkirche hl. Bartholomäus gehört zum Dekanat Montafon der Diözese Feldkirch. Die barocke Kirche steht unter Denkmalschutz und besitzt ein romanisches Vortragskreuz, einen bemerkenswerten gotischen Flügelaltar und eine bemerkenswerte Orgel.

## Geschichte
Anfangs war die Kirche eine Filiale der Laurentiuskirche in Bludenz. Um das Jahr 1100, urkundlich mit 1350, war Bartholomäberg die erste Pfarre im Montafon. Somit zählt die Pfarre und Gemeinde Bartholomäberg zum ersten Ort im Montafon und war bis ins Spätmittelalter der Hauptort der Talschaft. Die Patrozinium Bartholomäus verweist auf den Bergbau, der in Bartholomäberg und Silbertal betrieben wurde. 1418 erhielt die Kirche einen Ablassbrief, ausgestellt von fünf Kardinälen auf dem Konzil von Konstanz. 1503 war eine Kirchweihe. Ein Visitationsprotokoll von 1721 beschreibt die Kirche als „uralt, baulos und für eine so volkreiche Gemeinde allzuklein“. Im Protokoll beauftragt Bischof Ulrich von Federspiel vom Bistum Chur die Pfarre und Gemeinde die Kirche neu im Stil des Barock zu erbauen. Der Grundstein für die Kirche wurde am 26. Mai 1729 von Pfarrer Johann Franz Marent gelegt. Ab 1732 erfolgten die Bauarbeiten mit dem Mauermeistern Sebastian Zumkeller und Christian Bitschnau mit dem Zimmermeister Hans Ganahl. Am 6. Juni 1743 weihte Bischof Joseph Benedikt von Rost aus Chur die neue Kirche. 1936 wurde im Zuge eines Straßenbaus die Pestkapelle aus 1630/1640 abgebrochen und vor dem gemauerten Vorzeichen vor dem Westportal eine kreuzgewölbte Kriegergedächtnisstätte errichtet. 1966 war eine Innenrestaurierung. 1973 wurde die Orgel restauriert. 1998/1999 erfolgte eine Außen- und Innenrestaurierung.

## Kirchenbau
Kirchenäußeres
Die Kirche ist von einem ummauerten Friedhof umgeben. Das barocke Langhaus und der eingezogene Chor mit einem Dreiachtelschluss stehen unter einem gemeinsamen Satteldach. Das Langhaus hat ein umlaufendes Sockelband und beidseitig vier Flachbogenfenster. Auch der Chor hat Flachbogenfenster. Die Fenster haben barocke Putzumrahmungen. Nördlich des Chores, bergseitig und somit den Hang weniger auf Druck beanspruchend steht der 38,5 m hohe Turm und daneben eine tief gesetzte Totenhalle und eine darüber liegenden Sakristei als Anbau. Der Turm hat eine achteckige Glockenstube und Flachbogenfenster und Kreisfenster über einem umlaufenden Gesimsband und trägt eine Zwiebelhaube. Das Westportal hat eine plastische Säulenrahmung und ein gerades Gebälk und einen Segmentgiebel. Vor dem Westportal ist ein gemauertes beidseits offenes Vorzeichen dem eine Kriegergedächtnisstätte vorgebaut wurde, beides unter einem Walmdach. Dem Nordportal ist ein gemauertes geschlossenes Vorzeichen unter einem Satteldach mit einer Rundbogentür vorgestellt. Das Giebelfeld zeigt in einem Vierpass das Fresko hl. Bartholomäus. Dem Nordportal ist der Weiberhof mit einer erhöhten Friedhofsmauer mit einer offenen Eingangshalle mit einem Pultdach als witterungsgeschützte Wartezone vorgelagert. Hier ist in einer Nische ein Kruzifix aus der Mitte des 17. Jahrhunderts.
Kircheninneres
Das Langhaus als rechteckiger Saalraum hat eine flache Holzfelderdecke und Flachbogenfenster mit einer gemalten Bekrönung. Der eingezogene Chorbogen ist rundbogig und gekehlt. Der einjochige Chor mit einem Dreiachtelschluss hat ein Stichkappengewölbe auf flachen Wandpilastern mit zwei gewellten Bandauflagen. Das gotische Spitzbogenportal zur Sakristei in der linken Chorwand zeigt in der Hohlkehle einen Rundstab mit Akanthusblättern auf gedrehten Sockeln. Das tonnengewölbte Untergeschoß unter der Sakristei wird als Leichenhalle genutzt. Die Sakristei als zweijochiger Raum hat ein Netzrippengewölbe auf Konsolen mit einem Schlussstein mit einem plastischen Blumenkranz und mit leeren Wappenschilden in den Schnittpunkten. Die Westempore im Langhaus hat eine gerade Holzfelderbrüstung mit Gemälden der Heiligen Judas Thaddäus, Jakobus der Jüngere, Matthäus, Philipp, Andreas, Johannes, Maria, Salvator, Josef, Petrus, Jakobus der Ältere, Bartholomäus, Thomas, Simon und Matthias um 1730. Das Fresko Brotvermehrung im Chor malte Jacob Bertle (1907). Die Langhausflachdecke aus Holz zeigt Gemälde der Vierzehn Nothelfer vom Maler Michael Lorünser (1732), in der ersten Reihe beim Chorbogen die Heiligen Erasmus, Blasius, und Georg, in der zweiten Reihe Pantaleon, Vitus und Christophorus, in der dritten Reihe Cyriacus, Heilig-Geist-Loch mit Inschrift und Dionysius, in der vierten Reihe Eustachius, Ägidius und Achatius und in der fünften Reihe Margaretha, Barbara und Katharina. Die Glasgemälde der Tiroler Glasmalereianstalt aus 1906/1907 zeigen im Chor links und rechts die Hll. Peter und Paul, den hl. Andreas. Das Glasgemälde Abendmahl Jesu im Chor zeigt die Inschrift Christoffel Ardolff pfarrer uff Sant Bartholomes Berg 1575. Die Glasmalerei der Langhausfenster zeigen links die Heiligen Thaddäus, Matthäus, Jakobus der Ältere und Johannes und rechts Thomas, Philippus, Simon und Matthias.

## Ausstattung
Das älteste und kostbarste Ausstattungsobjekt der Kirche ist ein romanisches Vortragekreuz um 1150 in Limoges in Südfrankreich gefertigt. Das romanische Vortragekreuz von Bartholomäberg war Denkmal des Monats im Juni 2003. Vorort steht eine Kopie in der Nutzung. Das Original wird von der Diözese Feldkirch aufbewahrt.
Der Knappenaltar um 1525 an der rechten Langhauswand zeigt im Mittelschrein auf Sockelstufen die Figuren Bartholomäus, Placidus, Anna selbdritt, Lucius und Johannes der Täufer, an den Flügelinnenseiten die Relieffiguren links oben Eustachius, Christophorus, unten Theodul und Eligius, rechts oben Bartholomäus, Jodokus und unten Barbara und Katharina, an den Flügelaußenseiten die Gemälde links oben Sebastian und Rochus und unten Blasius und Konrad und rechts oben Ursula und Margaretha und unten Helena und Magdalena. Die Predella zeigt die Figurengruppe Anbetung der Könige gemalt und vergoldet von Josef Anton Bertle und Söhne zu Schruns 1851. Der Auszug des Knappenaltars trägt die Figurengruppe Krönung Mariens und links Magnus und rechts Stephanus und darüber die Kreuzigungsgruppe mit Johannes und Maria und darüber Salvator. Das Gemälde Kreuzesfall Christi im Antependium entstand um 1525.
Der barocke Hochaltar mit einem Viersäulenaufbau auf einem geschwungenen Grundriss mit gedrehten Säulen mit Engelhermen und einem Volutenauszug, beides mit geschwungenem Gebälk, schuf der Tischler und Bildhauer Georg Senn (1737). Das Hochaltarbild Bartholomäus vor Maria mit Kind mit Anna und Joachim ist mit Jac: Carl Stauder Constanz: Invenit et Pinxit 1737 bezeichnet. Die Figuren links Josef und rechts Johannes Nepomuk, im Wolkenschein Gottvater, zwei kniende Engel und Putten schuf der Bildhauer Andreas Kölle und seine Werkstatt (1737).
Der linke und rechte Seitenaltar als Viersäulenaufbau auf einer hohen Sockelzone schuf Georg Senn (1746) und wurden 1753 geweiht.
Der Altar rechts im Chor wurde aus der abgetragenen Pestkapelle hierher übertragen.
Die Kanzel mit geschwungenem Korb und Volutenbändeern von Georg Senn mit Figuren von Andreas Kölle entstand 1736 und zeigt an der Rückwand ein Gemälde Papst Gregor um 1736. Der Volutenschalldeckel trägt Figuren der Evangelisten und Engel.

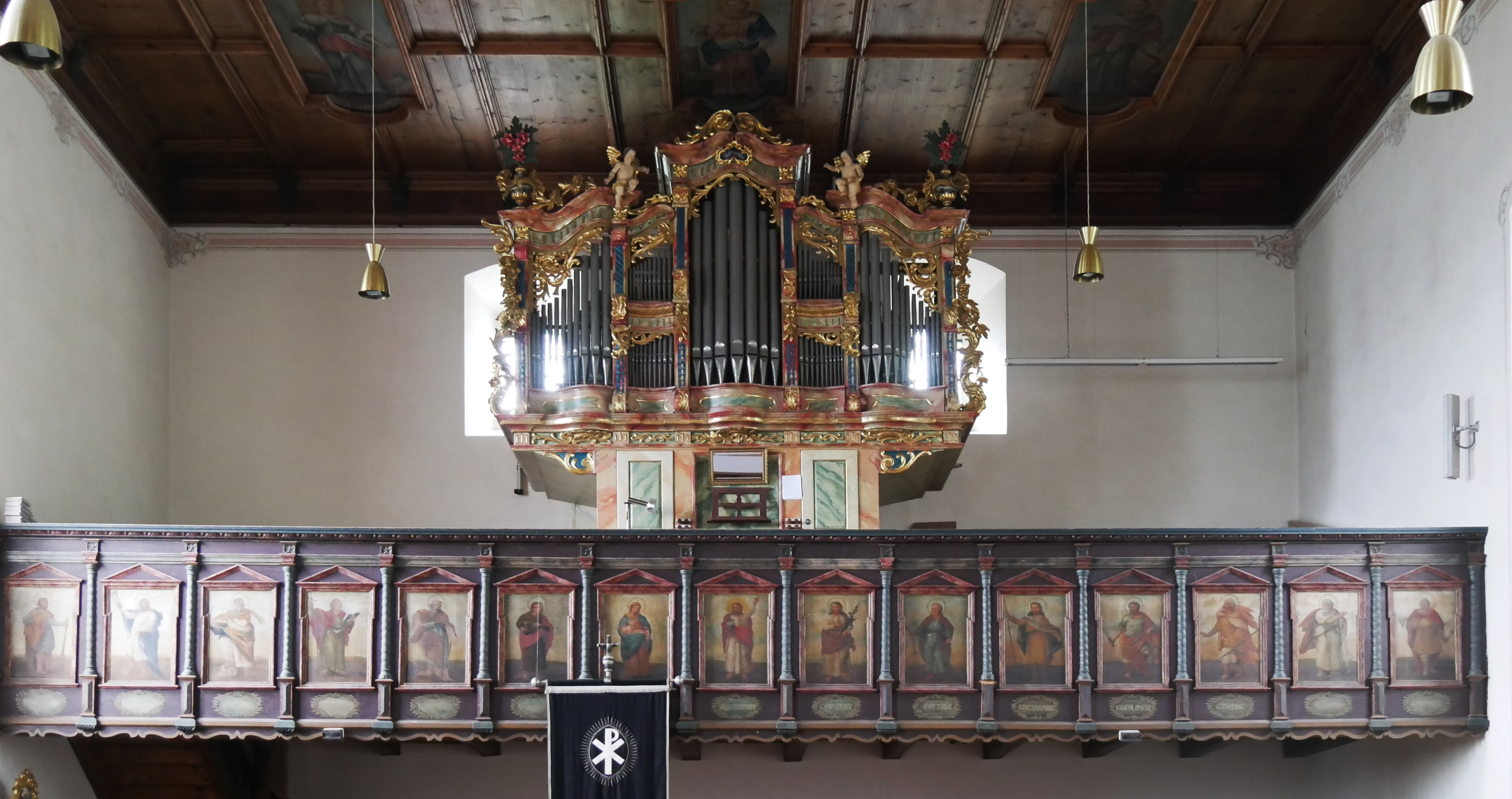
Empore und historische Orgel

Das Kruzifix über dem Chorbogen schuf Josef Klemens Witwer um 1790.
Das Chorgestühl rechts im Chor schuf Georg Senn und erhielt Putten von Andreas Kölle und war ursprünglich mit acht Sitzen und enthält neu eingebaute Beichtstühle. Die Docken der Bankreihen im Langhaus sind aus 1936.
Der Taufstein im Chor links ist aus dem 18. Jahrhundert und trägt die Deckelfigur Johannes der Täufer aus der Werkstatt Kölle. Einen Weihwasserstein schuf der Steinmetz Rudolf Vonier (1746).
Die Kreuzwegstationen malte Josef Anton Bertle (1820/1828).
Die Orgel der Pfarrkirche Bartholomäberg mit einem Prospekt mit Putten und Dekorschnitzereien und einer Kartusche mit der Bezeichnung 1792 ist eine der klangschönsten einmanualigen Orgeln Österreichs. Als Orgelbauer wird Johann Michael Graß um 1792 angenommen.